# Тунель Бланка

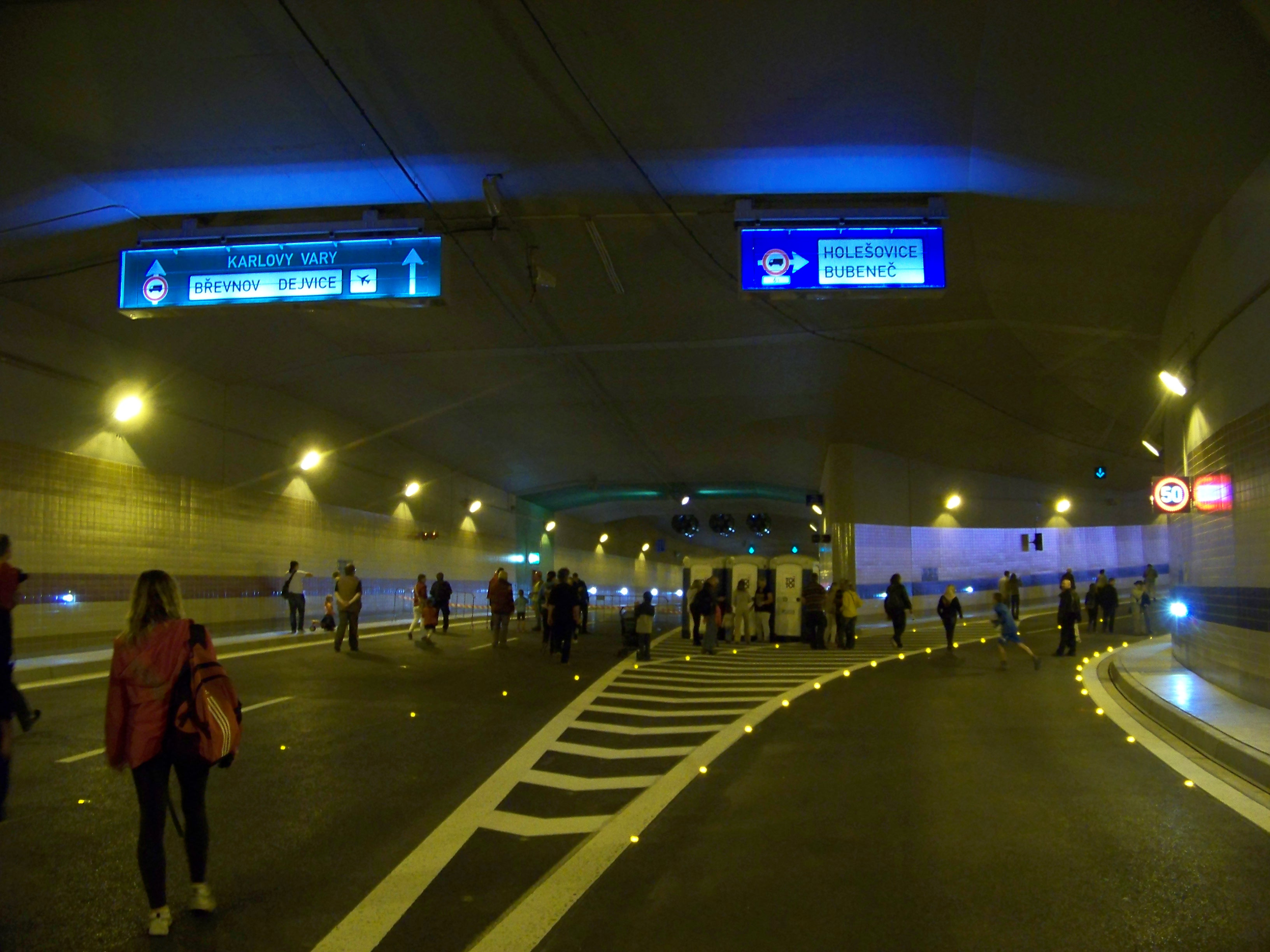
Тунель Бланка. Виїзд на район Летна

Тунельний комплекс Бланка зводиться в рамках Празької міської кільцевої дороги. Це найдовша тунельна дорога в Чехії і найдовший міський тунель в Європі.
Комплекс сполучає район на заході від Празького Граду з районом Троя на північному сході. Його довжина становить близько 6,4 км і складається з трьох тунелів:  Bubenečský, Dejvický  і  Brusnický . Тунельний комплекс був розроблений, щоб полегшити важкий рух по історичному центру Праги.
Проект тунелю Бланка був запущений ще в 2006 році тодішнім мером Праги Павелом Бем. Тоді ж восени депутати міської ради обрали переможця тендеру на будівництво тунелю — компанію Metrostav, що запропонувала ціну 21,2 мільярда крон. Ще в три мільярди крон повинні були обійтися проектні роботи та оплата послуг. Спочатку планувалося відкрити комплекс у 2011 році, та найбільший і найдорожчий проект в історії Праги неодноразово відкладався.
Липень 2007 — почалися підготовчі роботи з буріння ґрунту в районі Летна.
Листопад 2009 року — перенесення передачі тунелю в експлуатацію на грудень 2012 року.
Лютий 2011 року — мер Праги Богуслав Свобода заявив, що Бланка подорожчає, як мінімум, на десять мільярдів крон. Причини: застосування дорожчих технологій, інфляція і необхідність виконання «додаткових робіт».
Травень 2012 року — Прага відмовилася сплатити рахунок-фактуру, виставлену Metrostav.
2013–2014 роки — суди між замовником та будівником тунелю щодо вартості виконаних робіт. Тимчасове припинення робіт.
Підрядники обіцяли відкрити довгобуд у грудні 2014 року, проте здача проекту затягнулася через проблеми з внутрішніми комунікаціями: через високу вологість всередині тунелю були пошкоджені кабелі.
Здати в експлуатацію тунель збираються у 2015 році, ймовірна дата 15 вересня. Але відкриють його для перших автомобілістів вже 20 серпня, для того щоб вони могли звикнути до появи в місті нової транспортної артерії до того, як посиляться дорожні потоки у вересні.
Тунель буде коштувати платникам податків близько 43 млрд  крон, набагато більше, ніж це було спочатку заявлено.